# Свечин, Алексей Алексеевич
Алексей Алексеевич Свечин (4 февраля 1877, Тульская губерния — 21 июля 1933, Париж, Французская Республика) — капитан 1-го ранга русского флота и в Вооруженных силах Юга России, член Поместного собора 1917 года.

## Биография
Родился в дворянской семье.
Окончил Морской кадетский корпус (1898) и Школу навигации.
Мичман в 30-м флотском экипаже (1898).
Ревизор посыльного судна «Колхида» на Черноморском флоте (1902), лейтенант (1903).
Левизор и вахтенный начальник на пароходе «Эриклин» (1904–1906), адъютант Главного командира Черноморского флота и портов (1905).
Зачислен в 3-й флотский экипаж, командир 6-й роты 2-го отдела новобранцев Балтийского флота (1906).
Младший офицер эскадренного броненосца «Слава» (1907).
Старший офицер минного крейсера «Пограничник» (1907), эскадренных миноносцев «Страшный», «Видный», «Забайкалец», старший лейтенант (1908),.
Старший офицер крейсера «Аскольд» Сибирской флотилии Тихоокеанского флота, командир миноносца «Властный» (1909).
Начальник 2-го дивизиона минной бригады (1910).
Адъютант при главном командире Севастопольского порта, пожалован серебряным портсигаром (1911), капитан 2-го ранга (1912).
Командир посыльного судна «Колхида» (1914), штаб-офицер для поручений при командующем Черноморским флотом (1916).
Капитан 1-го ранга, зачислен в береговой состав флота, комендант Севастопольского порта (1917).
Награжден орденом Святого Станислава 3-й степени (1907), турецкими орденами Османия 4-й степени (1902) и Маджиди 3-й степени (1905).
В 1917 году член Поместного Собора Православной Российской Церкви по избранию от Черноморского флота, участвовал в 1-й сессии, член XI отдела.
С 1918 года служил в Вооруженных силах Юга России и Русской Армии до эвакуации Крыма.
С лета 1921 года жил в Королевстве Сербов, Хорватов и Словенцев. Был избран членом Русского Всезаграничного Церковного Собора, но в заседаниях не участвовал).
После переезда в Париж член приходского совета собора святого Александра Невского.
С 1928 года секретарь Епархиального совета Западно-Европейской православной русской епархии.
Похоронен на парижском кладбище Тиэ.
Жена — дочь вице-адмирала Ольга Григорьевна Чухнина. Дети — Григорий, Алексей, Кирилл.